# دونچون-دونگ
دونچون-دونگ (به لاتین: Dunchon-dong) یک منطقهٔ مسکونی در کره جنوبی است که در Gangdong District واقع شده‌است.